# إسرائيل للكيماويات
إسرائيل للكيماويات (بالعبرية: כימיקלים לישראל בע"מ) تعتبر خيميكاليم ليسرائيل م.ض، وتسمى اختصارا «كيل»، من أكبر الشركات في إسرائيل وهي شركة تابعة لشركة «هحيفرا ليسرائيل» (شركة إسرائيل) المملوكة لعائلة عوفر. «خيميكاليم ليسرائيل» الشركة الأم لمجموعة من شركات استخراج البوتاسيوم والأسمدة المختلفة، المغنيزيوم والبروم وعلى رأسها مصانع البحر الميت، بالإضافة إلى عدد من الشركت خارج البلاد.
بلغت القيمة السوقية للشركة عام 2012 حوالي 15 مليار دولار، وسجلت عام 2011 أرباحا قدرها 1.5 مليار دولار تقريبا. يبلغ عدد العاملين في الشركة 12 ألف مُستخدم ويرأس مجلس إدارتها نير غلعاد، أما مديرها التنفيذي فهو ستيفان بورغس.

## نشأتها وتطورها
تأسست خيميكاليم ليسرائيل كشركة حكومية سنة 1968 وعملت في إطارها مجموعة من شركات الصناعات الكيماوية في إسرائيل. وابتداء من سنة 1992 بدات الدولة بعملية خصخصة للشركة من خلال طرح جزء من أسهمها في بورصة تل-أبيب. حاليا تعتبر الشركة شركة عالمية تمتلك عائلة عوفر نصف أسهمها، والنصف الآخر بيد الجمهور وومؤسسات وشركات أجنبية.
يُعتبر البحر الميت مصدر الشركة الأساسي لاستخراج المواد الطبيعية في إسرائيل. بالإضافة إلى مواقع الاستخراج المُختلفة التي تُديرها الشركة في إسرائيل، فإنها تمتلك مواقع استخراج وتنقيب في ألمانيا، هولندا، إسبانيا، إنجلترا، الولايات المتحدة، الصين وفرنسا. وللشركة مواقع ثانوية في دول أخرى في أوروبا وأمريكا اللاتينية والهند.
وبلغت الطاقة الإنتاجية للشركة سنة 2010 نحو 6 ملايين طن بوتاسيوم، 4.5 مليون طن فوسفات وحوالي 1.9 مليون طن من الأسمدة المختلفة.

## علاقتها بالدولة
تدفع خيميكاليم ليسرائيل للدولة 1.5 مليار شاقل كضرائب مباشرة، وبدل حقوق استخراج وضرائب على الأرباح، ويُشكل هذا المبلغ 41% من أرباح الشركة في إسرائيل ومن المتوقع أن ترتفع هذه النسبة إلى 56% على خلفية التغيير في السياسة الضريبية في إسرائيل.
تعتبر الشركة من أكثر الشركات تلويثا للبيئة في إسرائيل، الأمر الذي يعرضها لمسائلة ومحاسبة متكررة من طرف الوزارات المُختلفة وعلى رأسها وزارة حماية البيئة التي قدمت للشركة «بطاقة حمراء» بصفتها شركة مُلوثة جدا. في السنوات الأخيرة قامت الشركة بخطوات كبيرة لتحسين صورتها وتخفيف تأثيرها السلبي على البيئة. وبالإضافة لمشكلة تلويث البيئة، تعرضت الشركة لمسائلة قانونية من قبل وزارة المالية التي اعترضت على طريقة احتساب الضرائب التي تدفعها الشركة.

## منتجاتها
الصناعية: توفر خيميكاليم ليسرائيل ثلث كمية البروم الأساسي المُستخدم في العالم. وتنتج الشركة أملاح على اساس الكلور وعلى اساس المغنيزيوم وتوفر منتجات مُثبطة للاشتعال يتم استخدامها في منتجات الألكترونيكا، الاتصالات، السيارات، الأثاث والعزل المعماري.
الأسمدة: تُتنج «كيل» من مناجمها مواقعها المنتشرة في أماكم مختلفة في العالم مادة الفوسفات وتسوقه كمادة خام أو بعد تصنيعه ليتحول إلى سماد للزراعة، وحمض الكبريت وحمض الفوسفوريك الزراعي، بالإضافة إلى المُضافات الغذائية المُخصصة للحيوانات.
المُنتجات المُخصصة: تنتج شركة «كيل» وتسوق منتجات تعتمد على الفوسفات وأكسيد الألومنيوم. وتستخدم هذه المنتجات في الصناعات الغذائية والدوائية.

## كيل" والبيئة
في شهر يوليو 2013، تم تصنيف الشركة كإحدى أكبر الشركات الإسرائيلية إضرارا بالبيئة. وبحسب تقرير لوزارة البيئة من سنة 2008، فإن مصانع الشركة والشركات التابعة لها مسؤولة عن 57% من إجمالي التلوث الصناعي والجزيئي في إسرائيل. وعلى هذا الأساس تقوم الشركة بالعديد من الفعاليات والنشاطات الداعمة للبيئة والمجتمع.